# Pràxedis de Rocabertí Safortesa
Pràxedis de Rocabertí Safortesa (Peralada, 19 de setembre de 1618 - Barcelona, 18 d'octubre de 1665) fou una noble, pedagoga i religiosa catalana que consolidà el monestir de l'Ensenyament de Barcelona.

## Biografia
Pràxedis era filla de Francesc Jofre, comte de Peralada i vescomte de Rocabertí, i de la seva esposa Magdalena, filla del comte de Formiguera. El 1646, als 27 anys, ingressà juntament amb la seva germana Maria al monestir de Sant Bertomeu de Bell-lloc, a Peralada, de l'orde de les canonesses de Sant Agustí, com havien fet altres avantpassades seves, però no arribà a professar-hi per les vicissituds de la Guerra dels Segadors, i per la mort del seu germà Pere, primogènit de la família i canonge de la Seu de Barcelona.
El 1651, encara al noviciat, les tropes franceses interceptaren unes cartes que li eren trameses des de Barcelona, quan ja la ciutat s'havia rendit a Felip IV, i les germanes Rocabertí foren acusades de mantenir correspondència secreta amb els enemics de França. Foren detingudes el 26 de maig de 1652 i empresonades al castell d'Hostalric, on foren retingudes més de quatre mesos. Foren alliberades pel mariscal de La Mothe i escortades fins a la ciutat de Lleida, en territori sotmès al rei d'Espanya. En aquesta ciutat Pràxedis va conèixer el pare Guillem de Josa, jesuïta i principal promotor de l'establiment a Catalunya de la Companyia de Maria Nostra Senyora, fundada a França per Joana de Lestonnac (1610).
Finalment pogué traslladar-se a València, on el seu orde tenia un convent i on l'esperaven la seva germana Esclarmunda, comtessa de Savallà, i el seu germà Joan Tomàs, de l'orde de predicadors, catedràtic de teologia, futur arquebisbe de València i inquisidor general d'Espanya. Pràxedis decidí no ingressar al monestir, sinó que abandonà la vida contemplativa i es va dedicar a partir d'aquell moment a l'apostolat actiu, ensenyant gratuïtament a les noies la doctrina cristina, labors i normes d'urbanitat i cortesia. Mentrestant a Barcelona estava a punt d'extingir-se la primera comunitat de les monges de l'Ensenyança, i el provincial dels jesuïtes va demanar a Pràxedis que continués amb la tasca d'aquesta fundació, coneixedor de la seva vocació pedagògica, i de la fidelitat a la monarquia hispànica de la casa de Peralada, que ajudaria a una major acceptació en el país d'aquesta congregació d'origen francès.
Pràxedis arribà a Barcelona el 18 de març de 1658 per fer-se càrrec de la naixent comunitat de l'Ensenyança, i la sortiren a rebre la virreina, la marquesa de Mortara, i un nodrit grup de la noblesa catalana, que l'acompanyà fins a la clausura. El 17 de maig de 1658 va rebre l'hàbit de mans del seu germà Joan Tomàs de Rocabertí i professà dos anys després. El 1665 el bisbe de Barcelona ordenà la seva elecció canònica. Tot i provenir d'una de les nissagues nobiliàries més aristocràtiques de Catalunya feu seu l'esperit de pobresa del seu institut i exercí fins als oficis més humils de la comunitat, treballant a la cuina o assistint les religioses malaltes. Durant els primers temps de la seva presència en el monestir es van viure dificultats econòmiques i es van passar moments de certa penúria, però l'entrada en religió d'algunes joves de la noblesa catalana va encarrilar definitivament el futur del monestir de l'Ensenyança, on moria Pràxedis el 18 d'octubre de 1665.